# Elias Sandbæk
Elias Petersen Sandbæk (født 13. juli 1852, død 14. april 1918) var en dansk gårdejer og politiker. Han sad i Folketinget fra 1898 til sin død i 1918.
Sandbæk var søn af gårdejer Peter Fjordside og blev født i Nees Sogn øst for Nissum Fjord 13. juli 1852. Han blev landbrugsuddannet og gik på Askov Højskole før han i 1877 erhvervede en gård på 4 tønder hartkorn i Nees Sogn. Han havde gården indtil 1902.
Sandbæk var medlem af Nees sogneråd i mange år og sognerådsformand i 4 år. I 1897 stillede han op til et suppleringsvalg til Folketinget i Lemvigkredsen som blev afholdt fordi kredsens medlem af Folketinget siden 1861, gårdejer C.P. Aaberg var død, Sandbæk tabte valget til J.S. Breinholt fra Højre (1881). Han valgt til gengæld det ved ordinære folketingsvalg i 1898 og alle efterfølgende valg og sad Folketinget fra 5. april 1898 til sin død i 1918.
Han repræsenterede Venstrereformpartiet og senere Venstre.
Sandbæk døde på Rigshospitalet 14. april 1918.